# آندرآ وینکلر

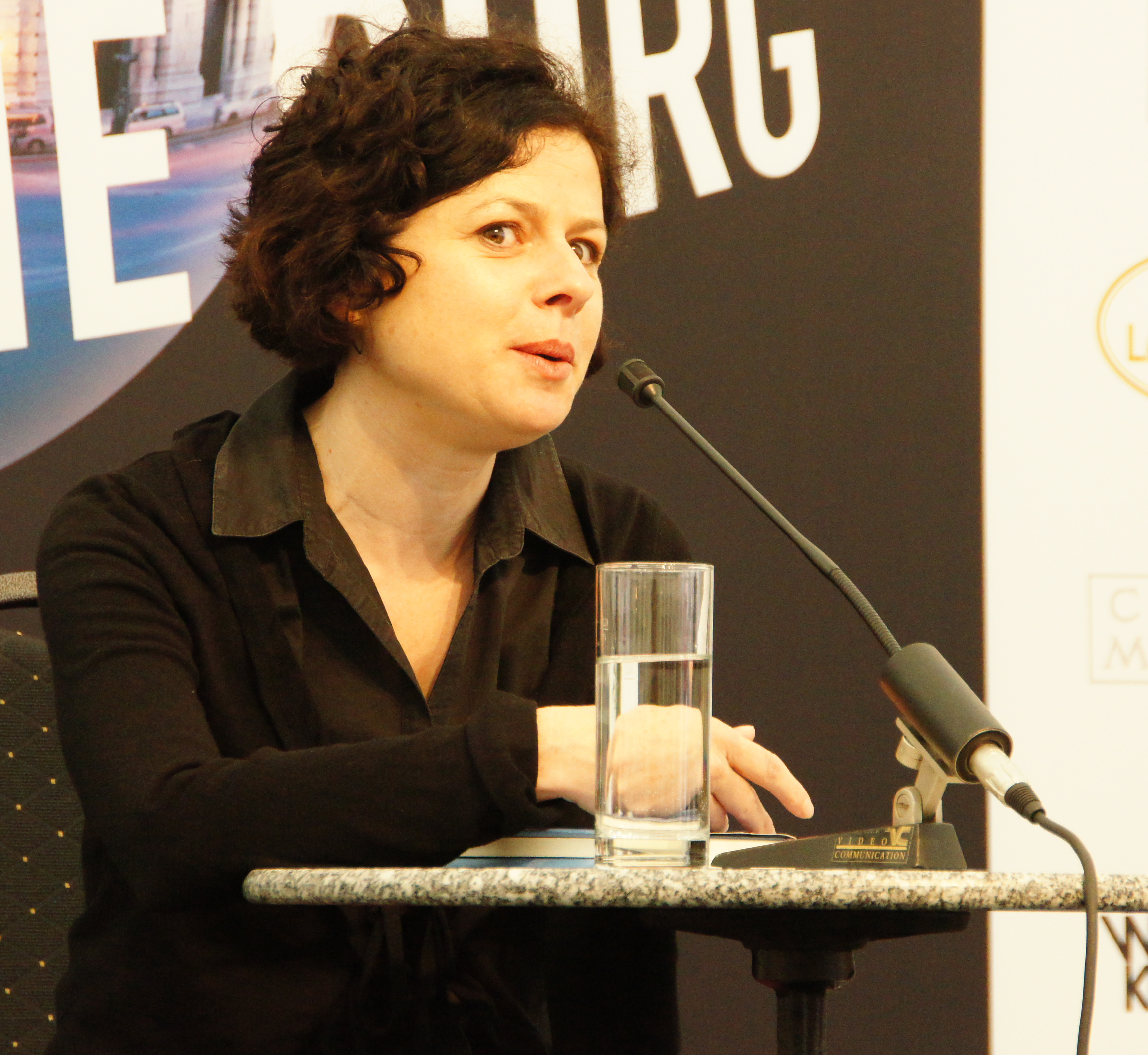

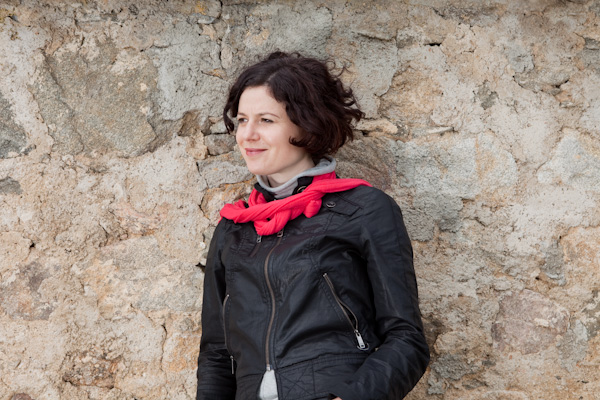

آندرآ وینکلر (به آلمانی: Andrea Winkler) (زاده ۲۲ مارس ۱۹۷۲ در فرایشتات) نویسنده اتریشی

## زندگی‌نامه
خانم وینکلر در سال ۱۹۷۲ در شهر فرایشتات در ایالت اوبراسترایش متولد شده، سال‌های زیادی در فعالیت‌های اجتماعی جوانان شرکت داشته است. وی در رشته‌های زبانشناسی و تئاترشناسی در وین تحصیل کرده و از سال ۲۰۰۶ به عنوان نویسنده آزاد در شهر وین زندگی می‌کند.
وی برای نخستین اثر خود با عنوان «دلقک کوچولوی بیچاره» در سال ۲۰۰۶ و دنباله آن با عنوان «هانا و من» بارها مورد تقدیر قرار گرفت. بورس ادبی هرمان لنتس، جایزه ادبی وارتهولز و جایزه تشویقی جمهوری اتریش، سه جایزه‌ای هستند که وی به ترتیب در سال‌های ۲۰۰۵، ۲۰۰۸ و ۲۰۰۸ دریافت کرده است. آخرین اثر وی در سال ۲۰۱۰ با عنوان «سه، چهار صدا، دیگر» در انتشارات «سولنی» منتشر شده است. وی در سال ۲۰۱۰ به عنوان برنده جایزه راینهارد پریسنیتس برگزیده شد.

## آثار
- «دلقک کوچولوی بیچاره» (۲۰۰۶)
- «هانا و من» (۲۰۰۸)
- «سه، چهار صدا، دیگر» (۲۰۱۰)